# 川井歩
川井 歩（かわい あゆむ、1999年8月12日 - ）は、山口県岩国市出身のプロサッカー選手。Jリーグ・モンテディオ山形所属。ポジションはミッドフィールダー。

## 経歴

### クラブ
地元のスポーツ少年団から中学進学時にサンフレッチェ広島の育成組織に加入し、2018年にMF川村拓夢と共にトップチームに昇格。主にカップ戦メンバーとして出場したが、リーグ戦への出場はなかった。
2019年4月、レノファ山口FCへ育成型期限付き移籍。J2第8節長崎戦でJリーグ初出場を果たし、第13節大宮戦ではJリーグ初ゴールを決めた。シーズンを通して最終的に24試合に出場した。
2021年よりレノファ山口FCに完全移籍。
2022年よりモンテディオ山形に完全移籍。

### 代表
ユース時代からU-18日本代表に招集されるなど注目を集めたが、2019年6月に行われた第47回トゥーロン国際大会の代表メンバーとしてU-22日本代表に初招集。主に右WBとして2試合に出場し、グループリーグ第2戦のチリ戦でアシストを決める など、チームの決勝進出に貢献した。

## 所属クラブ
- 愛宕サッカースポーツ少年団
- サンフレッチェ広島ジュニアユース
- サンフレッチェ広島ユース
  - 2017年 サンフレッチェ広島（2種登録選手）
- 2018年 - 2020年 サンフレッチェ広島
  - 2019年4月 - 2020年 レノファ山口FC（期限付き移籍）
- 2021年 レノファ山口FC
- 2022年 - モンテディオ山形

## 個人成績
| 国内大会個人成績 | 国内大会個人成績 | 国内大会個人成績 | 国内大会個人成績 | 国内大会個人成績 | 国内大会個人成績 | 国内大会個人成績 | 国内大会個人成績 | 国内大会個人成績 | 国内大会個人成績 | 国内大会個人成績 | 国内大会個人成績 |
| 年度             | クラブ           | 背番号           | リーグ           | リーグ戦         | リーグ戦         | リーグ杯         | リーグ杯         | オープン杯       | オープン杯       | 期間通算         | 期間通算         |
| 年度             | クラブ           | 背番号           | リーグ           | 出場             | 得点             | 出場             | 得点             | 出場             | 得点             | 出場             | 得点             |
| 日本             | 日本             | 日本             | 日本             | リーグ戦         | リーグ戦         | リーグ杯         | リーグ杯         | 天皇杯           | 天皇杯           | 期間通算         | 期間通算         |
| ---------------- | ---------------- | ---------------- | ---------------- | ---------------- | ---------------- | ---------------- | ---------------- | ---------------- | ---------------- | ---------------- | ---------------- |
| 2018             | 広島             | 26               | J1               | 0                | 0                | 5                | 0                | 1                | 0                | 6                | 0                |
| 2019             | 広島             | 26               | J1               | 0                | 0                | -                | -                | -                | -                | 0                | 0                |
| 2019             | 山口             | 26               | J2               | 24               | 1                | -                | -                | 2                | 0                | 26               | 1                |
| 2020             | 山口             | 26               | J2               | 27               | 0                | -                | -                | -                | -                | 27               | 0                |
| 2021             | 山口             | 15               | J2               | 29               | 2                | -                | -                | 0                | 0                | 29               | 2                |
| 2022             | 山形             | 26               | J2               | 32               | 0                | -                | -                | 1                | 0                | 33               | 0                |
| 2023             | 山形             | 26               | J2               | 32               | 1                | -                | -                | 0                | 0                | 32               | 1                |
| 2024             | 山形             | 15               | J2               | 31               | 0                | 0                | 0                | 2                | 0                | 33               | 0                |
| 2025             | 山形             | 15               | J2               |                  |                  |                  |                  |                  |                  |                  |                  |
| 通算             | 日本             | 日本             | J1               | 0                | 0                | 5                | 0                | 1                | 0                | 6                | 0                |
| 通算             | 日本             | 日本             | J2               | 175              | 4                | 0                | 0                | 5                | 0                | 180              | 4                |
| 総通算           | 総通算           | 総通算           | 総通算           | 175              | 4                | 5                | 0                | 6                | 0                | 186              | 4                |

| 国際大会個人成績 | 国際大会個人成績 | 国際大会個人成績 | 国際大会個人成績 | 国際大会個人成績 |
| 年度             | クラブ           | 背番号           | 出場             | 得点             |
| AFC              | AFC              | AFC              | ACL              | ACL              |
| ---------------- | ---------------- | ---------------- | ---------------- | ---------------- |
| 2019             | 広島             | 26               | 0                | 0                |
| 通算             | AFC              | AFC              | 0                | 0                |

その他の公式戦
- 2022年 
  - J1参入プレーオフ 2試合0得点
- 2024年
  - J1昇格プレーオフ 1試合0得点

出場歴
- Jリーグ初出場 - 2019年4月7日 J2 第8節 対V・ファーレン長崎戦 (トランスコスモススタジアム)
- Jリーグ初得点 - 2019年5月11日 J2 第13節 対大宮アルディージャ戦 (維新みらいふスタジアム)

## タイトル

### チーム
サンフレッチェ広島ジュニアユース
- JFAプレミアカップ（2014年）

サンフレッチェ広島ユース
- 高円宮杯U-18サッカーリーグ プレミアリーグWEST（2016年）

### 個人
- JFAプレミアカップ・ベストイレブン（2014年）

## 代表歴
- U-18日本代表
  - U19-Four Nations（2017年）
  - AFC U-19選手権・予選 （2017年）
- U-19日本代表
  - インドネシア遠征（2018年）
  - ロシア遠征（2018年）
  - メキシコ遠征（2018年）
  - ブラジル遠征（2018年）
- U-22日本代表
  - トゥーロン国際大会（2019年）